# Суолуэлл, Эрик
Эрик Майкл Суолуэлл младший (англ. Eric Michael Swalwell Jr.; род. 16 ноября 1980, Сэк-Сити) — американский политик, член Демократической партии, член Палаты представителей США (с 2013).

## Биография
Родился 16 ноября 1980 в городе Сэк-Сити (штат Айова), но рос в Калифорнии, на восточном побережье залива Сан-Франциско. Старший из четырёх сыновей своих родителей — полицейского и служащей, первым в семье получил высшее образование, воспользовавшись стипендиальной программой для футболистов. В 2003 году окончил Мэрилендский университет в Колледж-Парке, в 2006 году — школу права университета Мэриленда в Балтиморе. В 2006—2013 годах работал в офисе прокурора округа Аламида в Калифорнии.
В ноябре 2012 года победил на выборах в 15-м избирательном округе Калифорнии своего однопартийца Пита Старка, занимавшего это депутатское кресло в течение 40 лет, и прошёл в Палату представителей США.
8 апреля 2019 года Суолуэлл объявил о вступлении в борьбу за выдвижение его кандидатуры от Демократической партии на президентских выборах 2020 года, сделав одним из пунктов своей программы изъятие у населения автоматического оружия под страхом тюремного заключения.
8 июля 2019 года, приняв участие в первых дебатах кандидатов в Майами в конце июня, Суолуэлл объявил о прекращении своей кампании с целью сосредоточиться на переизбрании в Палату представителей. В ходе дебатов привлёк внимание аудитории, напомнив Джо Байдену, что тот впервые объявил о намерении «передать факел новому поколению» 32 года назад, и призвал бывшего вице-президента сделать это, наконец.
11 июня 2021 года телекомпания CNN обнародовала полученные от неназванного источника сведения о запросах Министерства юстиции США в период президентства Дональда Трампа к компании Apple на предоставление личных данных членов Комитета Палаты представителей по разведке от Демократической партии, включая Суолуэлла, с целью выявления утечки конфиденциальной информации из окружения президента.

## Личная жизнь
В 2016 году женился на Бриттани Уоттс (Brittany Watts), к 2018 году у них было двое детей — двухлетний сын Нельсон и шестимесячная дочь Кэтрин.